# Główczyce
Główczyce (deutsch Glowitz, kaschubisch Główczëce, slowinzisch Glổṷfčicä) ist ein Dorf im Powiat Słupski der polnischen Woiwodschaft Pommern. Es ist Sitz der gleichnamigen Landgemeinde.

## Geographie
Das Dorf liegt in Hinterpommern, auf einer Hochfläche südlich des Leba-Sees, etwa 25 Kilometer nordöstlich von Stolp.

## Geschichte

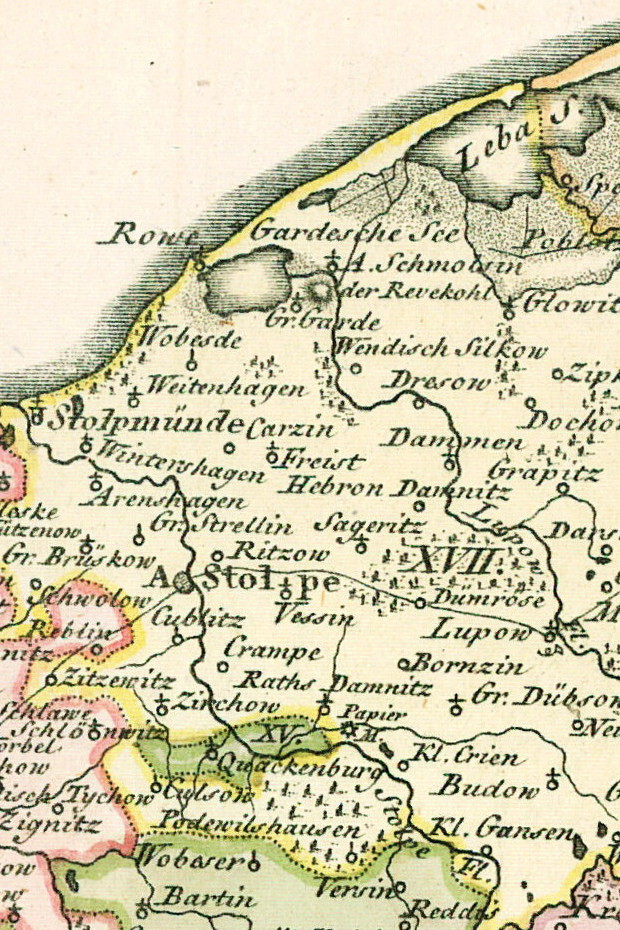
Glowitz, Kirchdorf, südlich des Lebasees, nordöstlich der Stadt Stolp (früher Stolpe geschrieben) und ostnordöstlich von Stolpmünde, auf einer Landkarte von 1794.

Kirchdorf Glowitz, nordöstlich von Stolp und südlich des Lebasees an der Ostsee (Bildmitte), auf einer Landkarte von 1910.

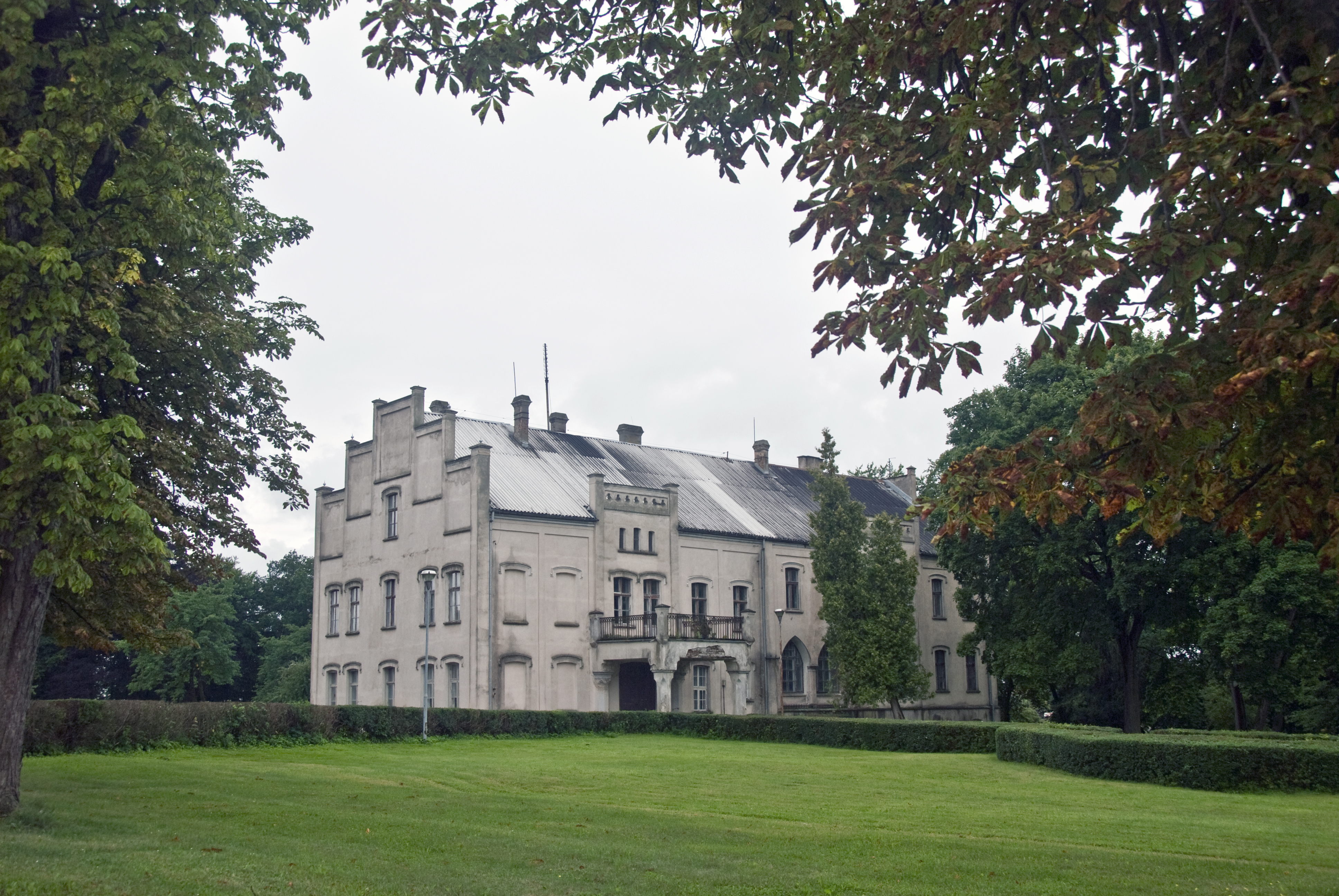
Ehemaliges Gutshaus Glowitz (2013)

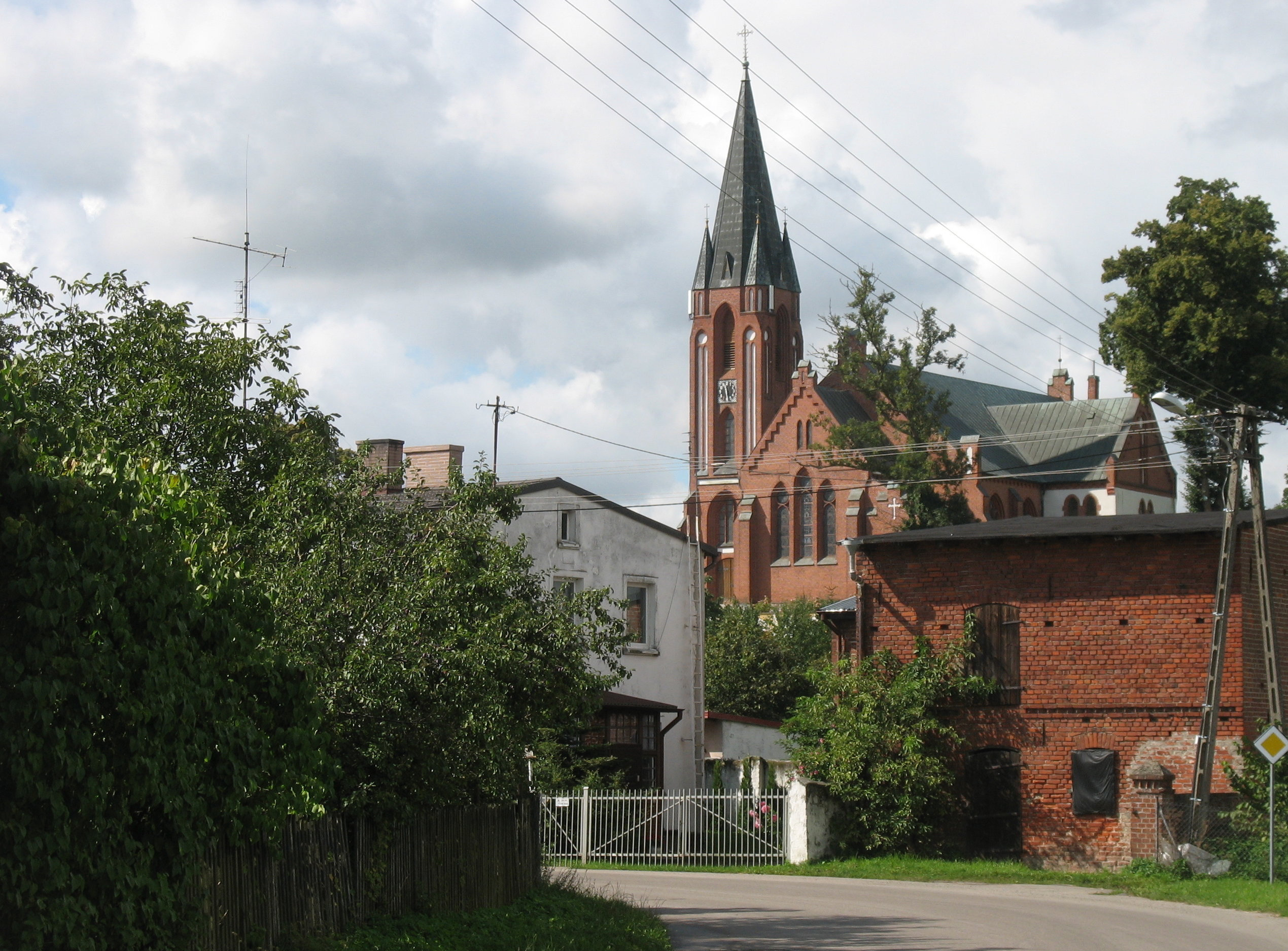
Dorfstraße (2014)

In älterer Zeit galt das Dorf Glowitz als Mittelpunkt der pommerschen Kaschubei und hieß im Volksmund „Kaschubsch Jerusalem“. Der Siedlungsform nach ist der Ort ein großes Angerdorf. 1252 wurde es erstmals erwähnt. Andere Namensformen sind: Glovectz, Glovcicz und 1561 Glonitze. Auch fand sich die Bezeichnung Glowa, was im Kaschubischen so viel wie „Höhe“, „Kuppe“ heißt. 1475 wird Nikolaus von Puttkamer auf Nossin als Besitzer genannt. Bis 1945 blieb Glowitz im Besitz der Familie Puttkamer. 1784 hatte das Dorf: 1 Vorwerk, 1 Wassermühle. 1 Prediger, 1 Küster, 10 Bauern, 6 Halbbauern, 3 Krüge, 1 Schmiede und 2 Holzwärterwohnungen bei insgesamt 38 Haushaltungen. 1874 wurde der Ort von einem großen Brand heimgesucht.
Am 1. April 1927 hatte das Gut Glowitz eine Flächengröße von 741 Hektar, und am 16. Juni 1925 hatte der Gutsbezirk 264 Einwohner. Im Jahr 1929 wurden in der Landgemeinde Glowitz 169 Wohngebäude, 341 Haushaltungen und 1272 Einwohner gezählt.
Anfang der 1930er Jahre hatte die Gemarkung der Landgemeinde Glowitz eine Fläche von 11,8 km². Innerhalb der Gemeindegrenzen standen insgesamt 143 bewohnte Wohnhäuser an sieben Wohnstätten:
1. Forsthaus Glowitz
2. Glowitz
3. Mühle
4. Neu Glowitz
5. Schwetzen
6. Siedlung
7. Ziegelei

Glowitz hatte um 1935 unter anderem zwei Hotels, drei Bankgeschäfte, eine Eisengießerei, eine Maschinenbauanstalt, sieben Kolonialwarenläden und  drei Mühlen, von denen eine die Familie Puttkammer besaß.

Straßen und Gebäude im Dorf
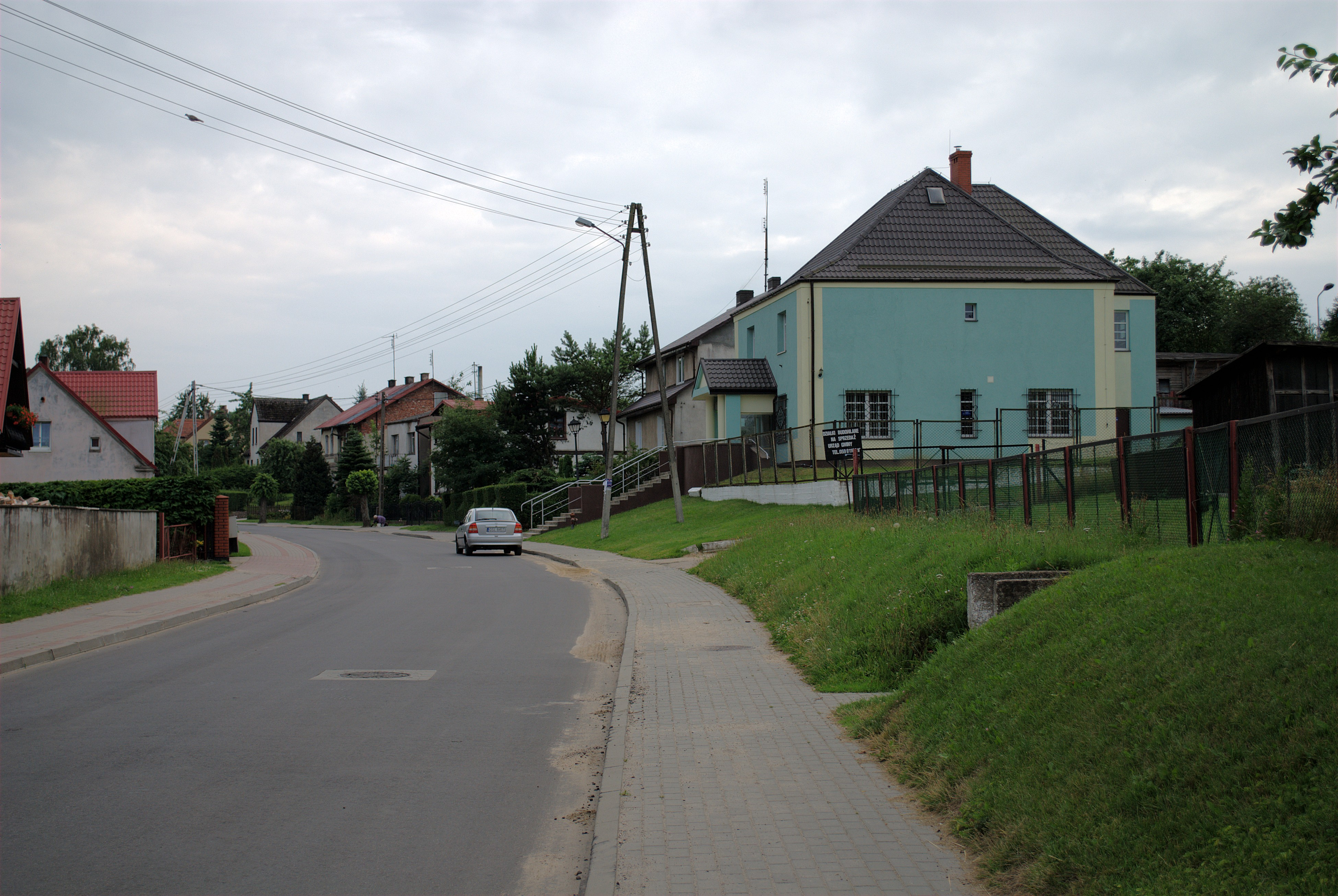
2012
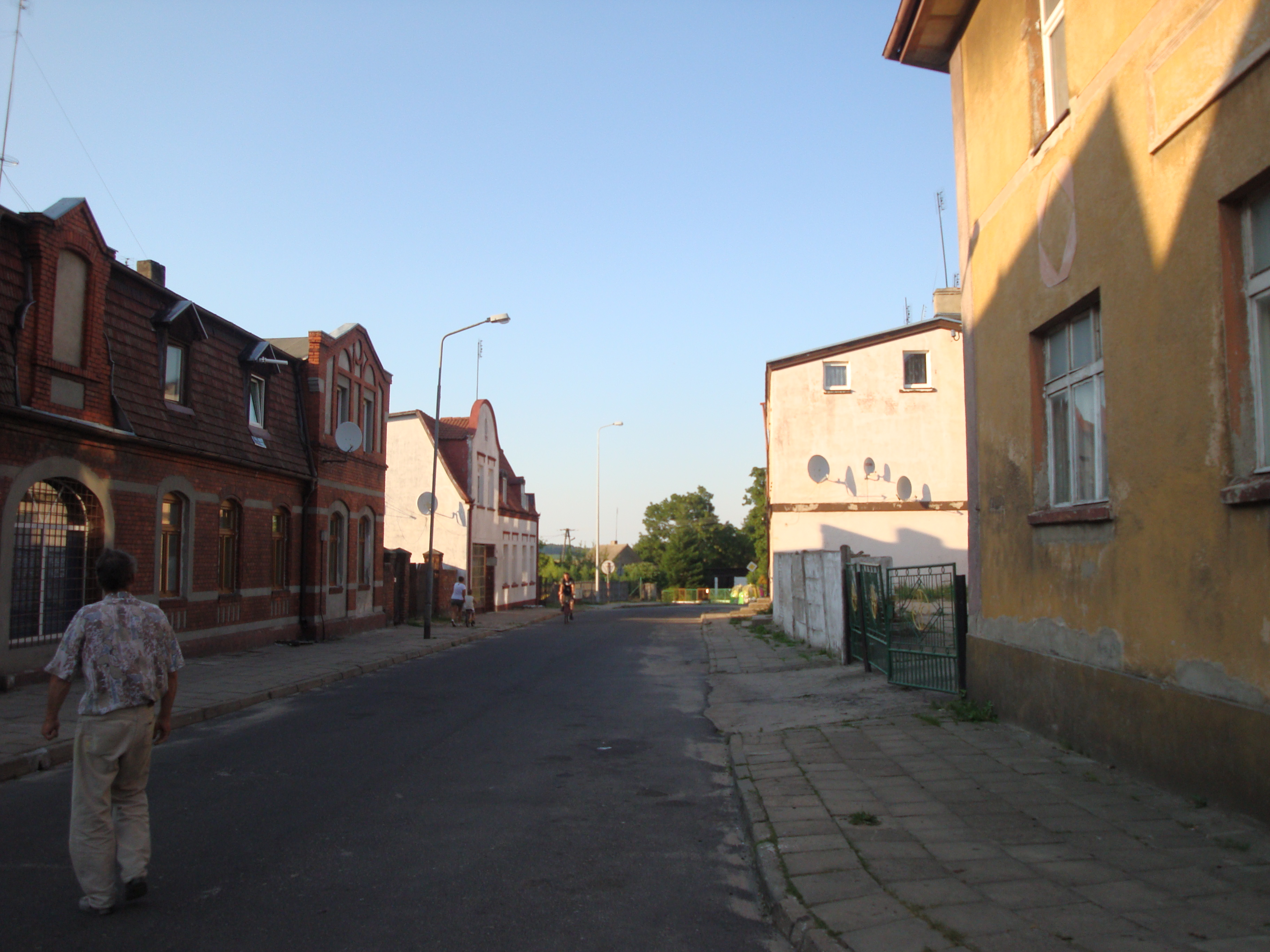
2010
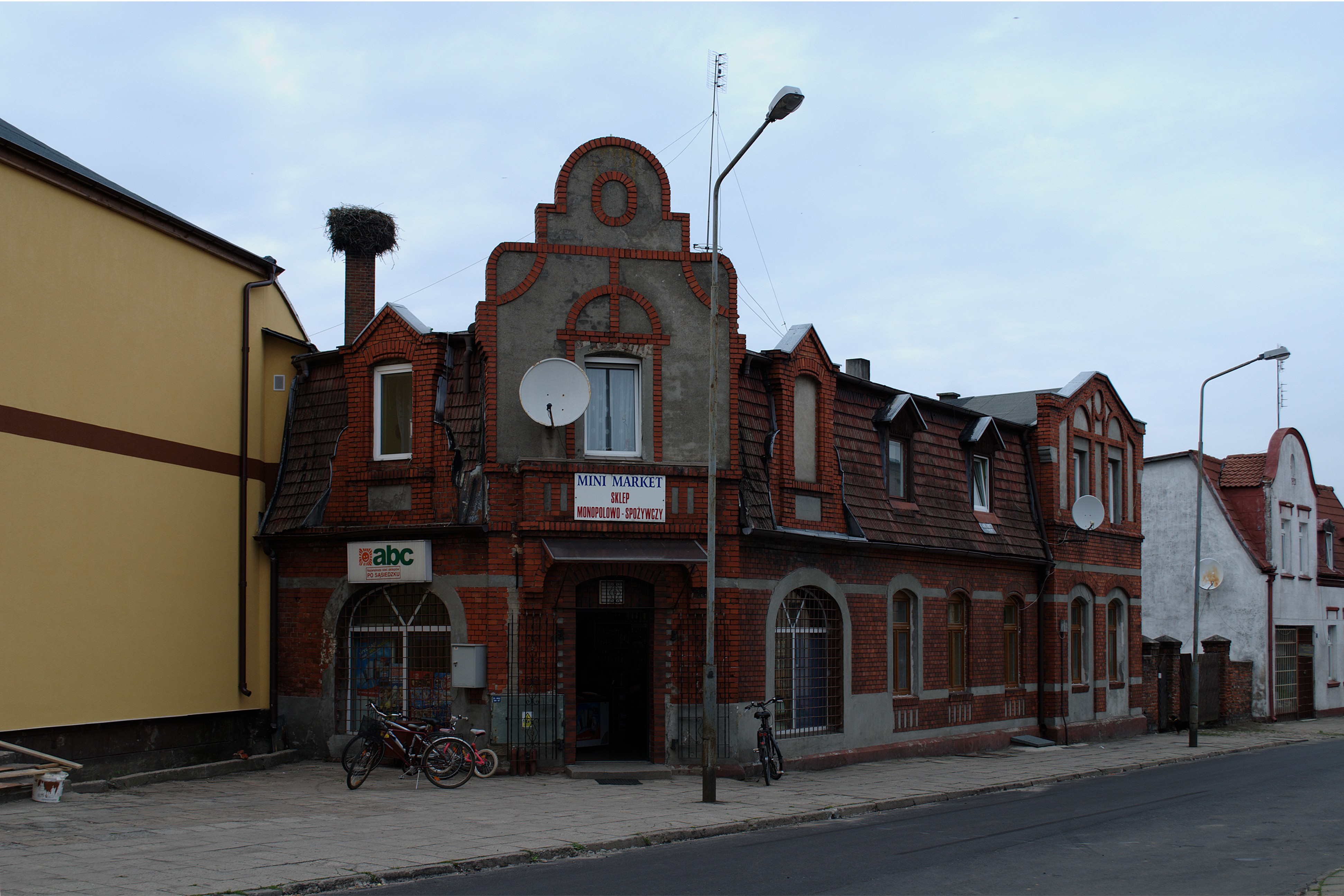
2012
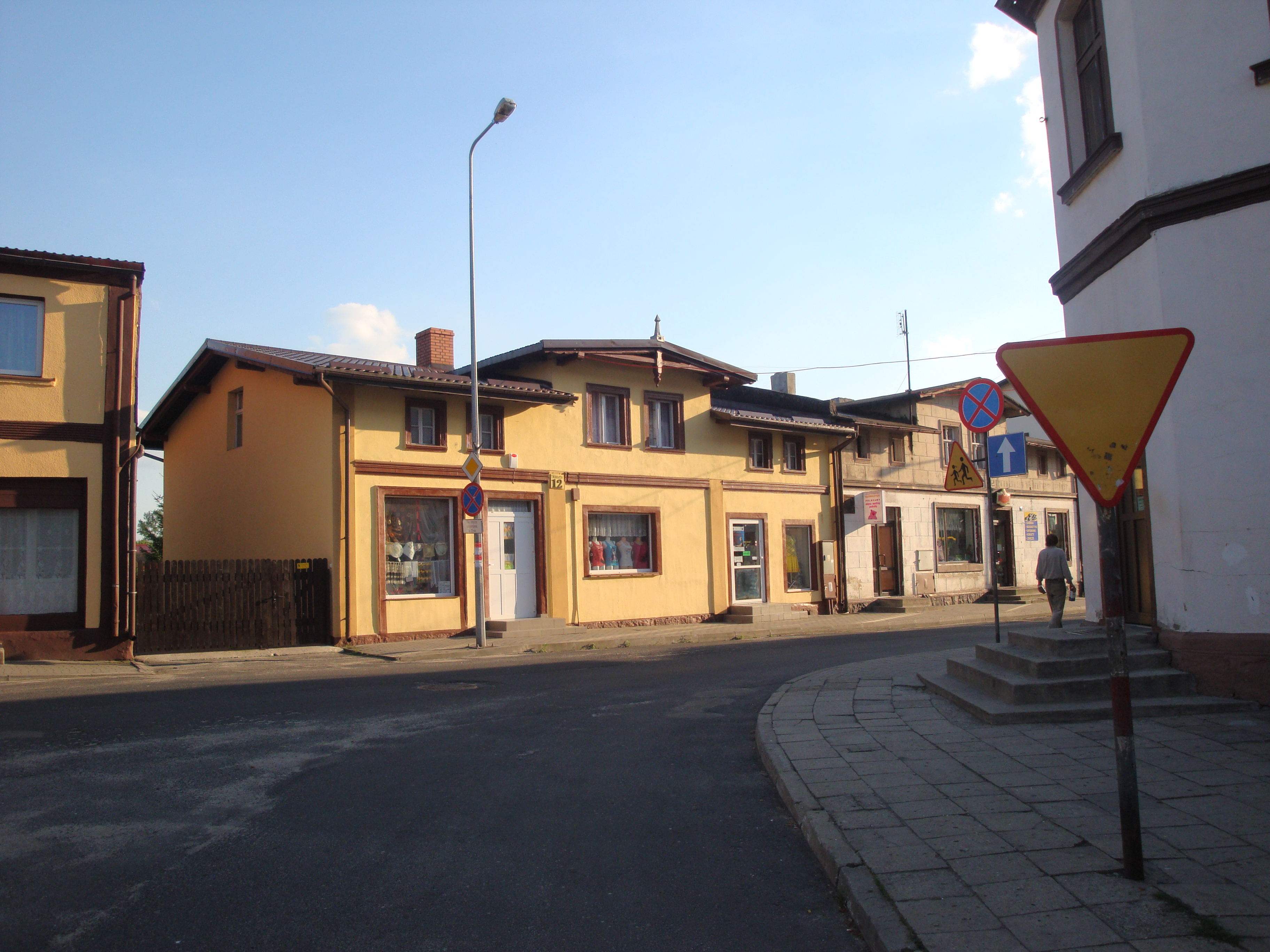
2010

Vor 1945 gehörte Glowitz zum Landkreis Stolp im Regierungsbezirk Köslin der preußischen Provinz Pommern des Deutschen Reichs. Das Dorf bildete einen eigenen Amtsbezirk mit Standesamt und Gendarmerie. Amtsgerichtsbezirk war Stolp. Letzter deutscher Bürgermeister war der Kaufmann Wilhelm Pleines, letzter Rittergutsbesitzer Gerhard von Puttkamer. Die Gemeindefläche betrug insgesamt 1183 Hektar.
Gegen Ende des Zweiten Weltkriegs drangen am 8. März 1945 sowjetische Panzer aus Richtung Wendisch Silkow (Żelkowo) kommend in das Dorf ein, das sie kampflos in Besitz nahmen. Nach Einstellung der Kampfhandlungen in der Region wurde Glowitz zusammen mit ganz Hinterpommern seitens der sowjetischen Besatzungsmacht der Volksrepublik Polen zur Verwaltung überlassen. Ende Mai 1945 traf eine polnische Miliz ein, die ihren Landsleuten dabei half, die Einheimischen zu enteignen. Glowitz wurde unter der polonisierten Ortsbezeichnung Główczyze verwaltet. Im Winter 1945/46 begann die Vertreibung der einheimischen Bevölkerung.
Später wurden in der Bundesrepublik Deutschland 625 und in der DDR 212 aus Glowitz vertriebene Dorfbewohner ermittelt.
Główczyze ist heute Sitz einer gleichnamigen Landgemeinde und gehört zum Powiat Słupski der Woiwodschaft Pommern (1975 bis 1998 Woiwodschaft Słupsk).

## Kirche

### Pfarrkirche

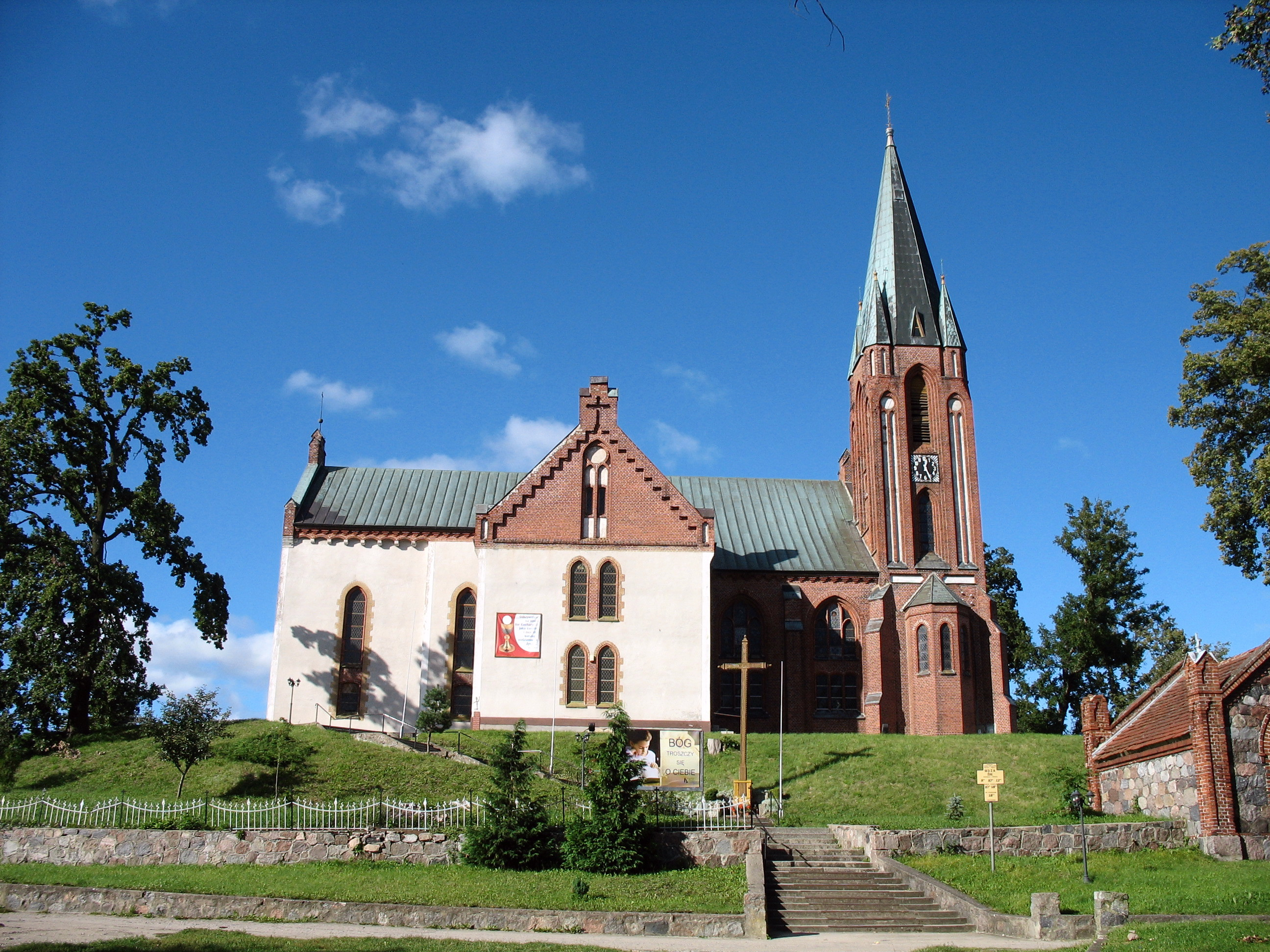
Dorfkirche (2007), erbaut 1891, bis 1945 Gotteshaus der evangelischen Gemeinde Glowitz

Die erste Kirche in Glowitz soll 1062 gestanden haben und damals der Kirchturm gebaut worden sein. Urkundlich bezeugt ist die Kirche aber erst 1585. Die zweite Kirche war ein Bauwerk aus dem Jahr 1699, brannte jedoch 1889 nieder.
Am 24. September 1891 wurde die neu errichtete Kirche ihrer Bestimmung übergeben. Auf der Westempore war eine Messingkrone mit acht Armen aufgehängt, die unten in einem Pinienzapfen endeten. Auf der Krone saß ein Adler, auf dem eine Figur ritt. Es war eine Arbeit aus dem 17. Jahrhundert. Die aus dem gleichen Jahrhundert stammenden Abendmahlsgeräte wurden nach dem Ersten Weltkrieg gestohlen, konnten jedoch in der alten Form wiederhergestellt werden.
Nach 1945 wurde das bisher evangelische Gotteshaus zugunsten der polnischen katholischen Kirche zwangsenteignet und vom polnischen katholischen Klerus ‚neu geweiht‘. 

#### Evangelisches Kirchspiel
Bereits im Jahr 1026 gab es in Glowitz eine Kirchengemeinde. Erst um 1200 gab es Gemeinden auch in Groß Garde (Gardna Wielka) und Zezenow. Noch im 19. Jahrhundert galt Glowitz als das „hauptsächlichste Kirchdorf“ der Kaschuben, und bis 1886 wurde auch in Kaschubisch gepredigt. 1535 fand die lutherische Lehre auch Eingang im Kirchspiel Glowitz. 1590 wurde der Ort Poblotz wegen seiner weiten Entfernung aus dem Kirchspiel ausgegliedert.
Eine nachhaltige Wirksamkeit entfaltete Pfarrer Petrus Schimansky, der im 18. Jahrhundert hier tätig war. Er war von der Herrnhuter Brüdergemeine geprägt und übertrug deren Lebens- und Glaubensart weitgehend auf die Gemeinde. Im Siebenjährigen Krieg wählte man ihn zum Abgesandten an den russischen Statthalter in Stettin. – Der letzte kaschubisch predigende Pfarrer, Ernst Engelbert Kornelius Karl Lohmann, hat die Chronik der Kirche zu Glowitz verfasst.
Die Pfarre in Glowitz galt als eine der größten und schwierigsten Landpfarren in Hinterpommern. Sie bestand 1912 aus den Kirchengemeinden Glowitz und Giesebitz und hatte 1940 insgesamt 6228 Gemeindeglieder, die in dreizehn eingepfarrten Orten wohnten: Giesebitz Großendorf mit Dochow, Klenzin, Rowen, Ruschütz, Schorin, Speck, Vixow, Warbelin, Zedlin, Zemmin und Zipkow. Der Bestand an Kirchenbüchern reichte bis in das Jahr 1712 zurück.
Das Kirchspiel Glowitz gehörte vor 1945 zum Kirchenkreis Stolp-Altstadt in der Kirchenprovinz Pommern der Kirche der Altpreußischen Union. Das Kirchenpatronat teilten sich die Besitzer der neun zum Kirchspiel gehörenden Rittergüter. Die Bevölkerung war damals zu 98 % evangelischer Konfession. In den Jahren 1939–1942 arbeitete hier als Gemeindehelferin Annemarie Winter (1912–1945), deren Leben und Werk im Kontext der Pommerschen Kirchengeschichte erwähnt werden muss.
Nach 1945 wurde in dem Dorf eine Filialgemeinde der Kreuzkirchengemeinde in Stolp gebildet, die auch die Filialorte Gardna Wielka (Groß Garde) und Lębork (Lauenburg (Pommern)) betreut. Sie gehört zur Diözese Pommern-Großpolen der Evangelisch-Augsburgischen Kirche in Polen. Die Gottesdienstteilnehmer – darunter auch noch einige Deutsche – kommen aus den weit verstreut liegenden Ortschaften im Umland, wo sie in der konfessionellen Diaspora leben. Gottesdienste – auch in deutscher Sprache – werden in dem „Kapelle“ genannten Gemeindehaus gehalten, zu dem schon in den 1930er-Jahren ein ehemaliger Stall umgebaut wurde.

### Polnische katholische Pfarrei seit 1945
Die seit 1945 und Vertreibung der einheimischen Dorfbewohner anwesende polnische Einwohnerschaft ist überwiegend katholisch. Es wurde eine eigene Pfarrei errichtet, die nach den „Heiligen Aposteln Peter und Paul“ benannt wurde. Zur Pfarrgemeinde gehören folgende Ortschaften: Będziechowo (Bandsechow), Ciemino (Zemmin), Dochowo (Dochow), Dochówko (Dochow, Schäferei), Gać (Speck), Gorzysław (Friedrichshof), Izbica (Giesebitz), Klęcinko (Neu Klenzin), Klęcino (Klenzin), Równo (Rowen), Rumsko (Rumbske), Rzuski Las (Sophiental), Rzuszcze (Ruschütz), Siodłonie (Zedlin), Skórzyno (Schorin), Szczypkowice (Zipkow), Warblino (Warbelin), Więcino, Wielka Wieś (Großendorf), Wykosowo (Vixow) und Zgierz (Neuhof). In Szszypkowice wurde nach 1945 eine Filialkirche errichtet.

### Dekanat Główczyce
Der Ort ist heute auch Sitz eines nach ihm benannten Dekanats. Es gehört zum Bistum Pelplin im Erzbistum Danzig der Katholischen Kirche in Polen. Im Jahr 1992 wurde das Bistum Pelplin errichtet und aus 30 Dekanaten, die entweder vorher zu anderen Bistümern gehört haben oder neu entstanden, gebildet. Zu den neugebildeten Dekanaten gehört das Dekanat Główczyce, in dem neun Pfarreien vereinigt sind:
| - Damno (Dammen) - Gardna Wielka (Groß Garde) - Główczyce (Glowitz) - Objazda (Wobesde) - Skórowo (Schurow) | - Smołdzino (Schmolsin) - Stowięcino (Stojentin) - Wrzeście (Freist) - Zagórzyca (Sageritz) |

## Schule
Die alte Glowitzer Schule war ein strohgedecktes Gebäude und blieb beim großen Brand von 1874 verschont. Doch noch im 19. Jahrhundert baute die Gemeinde mitten im Dorf ein neues Schulhaus und überließ das alte Gebäude dem Gut, das es zu einem Arbeiterwohnhaus umbaute. Die neue Schule hatte zwei Klassenräume und wurde Anfang des 20. Jahrhunderts um zwei weitere Räume erweitert. Die Schule war fünfstufig. Im Jahr 1932 unterrichteten hier drei Lehrer in fünf Klassen 202 Schulkinder.

## Gedenkstein für die Kriegstoten

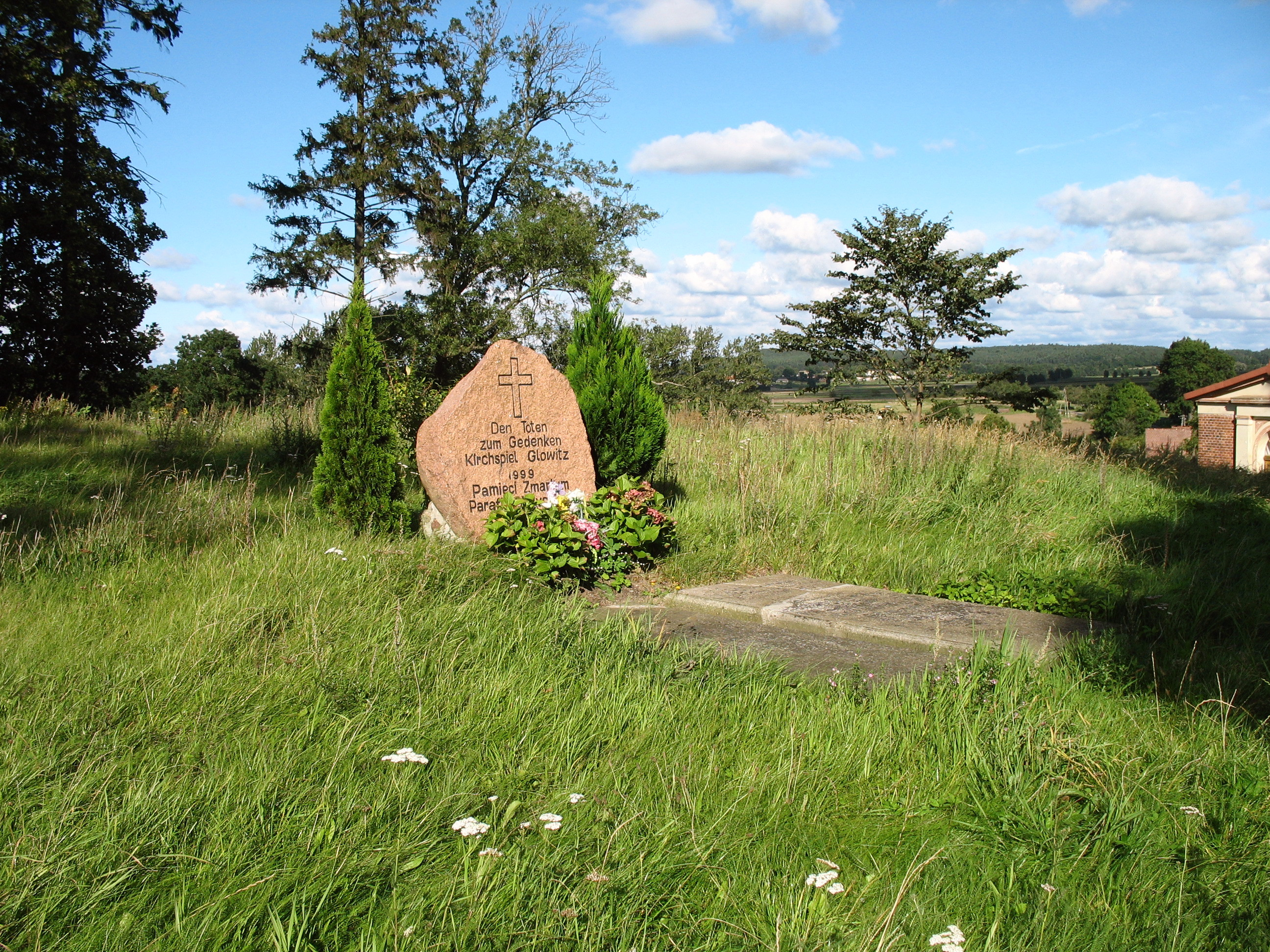
Gedenkstein

Am 5. Juni 1999 wurde im Ort ein Gedenkstein zur Erinnerung an die Toten des Kirchspiels Glowitz eingeweiht. In der Kirche fand ein polnisch-deutscher ökumenischer Gottesdienst statt, den der polnische katholische Pfarrer des Orts, der polnische evangelische Pfarrer aus Stolp und der deutsche evangelische Landessuperintendent Gottfried Sprondel aus Osnabrück (sein Vater war von 1927 bis 1932 Pfarrer in Glowitz) gemeinsam gestalteten. Alle drei Geistliche nahmen dann die Weihe des Gedenksteins vor, dessen Errichtung von der polnischen örtlichen Verwaltung zustimmend unterstützt wurde.

## Persönlichkeiten
- Ernst Lohmann (1860–1936), deutscher evangelischer Geistlicher, Gründer des Deutschen Hilfsbunds für christliches Liebeswerk im Orient sowie des Missionshauses Malche
- Ulli Beier (1922–2011), deutscher Schriftsteller, Sprachwissenschaftler und Herausgeber
- Gottfried Sprondel (1930–2002), deutscher evangelischer Geistlicher, Landessuperintendent für den Sprengel Osnabrück

## Gmina Główczyce
Das Dorf Główczyce ist Teil und Amtssitz der nach ihm benannten Landgemeinde. Die Gemeindefläche umfasst 323,8 km² und die Zahl der Einwohner betrug im Jahr 2004 insgesamt 9359. 

## Verkehr
Główczyce liegt an der Woiwodschaftsstraße 213, die von Słupsk (Stolp, 30 km) nach Celbowo (Celbau, 74 km) bei Puck (Putzig (Westpreußen)) führt und in Główczyce die Verbindungsstraße von Izbica (Giesebitz) über Stowięcino (Stojentin) bis nach Potęgowo (Pottangow) an der Landesstraße 6 (ehemalige Reichsstraße 2, heute auch Europastraße 28) kreuzt. Bis 1945 war der Ort Bahnstation an der Kleinbahnstrecke Stolp – Dargeröse (Dargoleza) der Stolper Bahnen. Heute ist der nächste Bahnhof die Station Strzyżyno Słupskie (Stresow) an der PKP-Linie 202 Danzig – Stargard.